# 威廉·路易斯 (足球)
威廉·路易斯（英語：William Lewis，1860年9月—1916年5月6日） ，前英格蘭足球領隊，亦曾擔任足球球證、球會董事和祕書。於20世紀初期曾執教賓福特及車路士。

## 執教生涯

### 賓福特
路易斯於1900年並聘請為球隊賓福特領隊兼球會祕書，於1900–01賽季帶領球隊奪得聯賽冠軍，並在勝出附加賽（英語：Test match）後取得升班資格。賓福特於1901–02賽季以倒數第二名完成球隊的第一個賽季，並因附加賽對手格雷斯聯不願進入加時賽而放棄球賽，而成功護級。賓福特於接下來的1902–03賽季敬陪末座，但在附加賽以7–2擊敗富咸，得以再次護級。路易斯於1903年5月卸任領隊一職，理查·摩連納斯為他的繼任者。摩連納斯於1903–04賽季因支付工資予業餘足球員John Bishop，而違反足球協會規定被停賽。在摩連納斯被停賽的一個月期間，路易斯暫代他的職位。路易斯於賓福特擔任球會祕書至1905年。

### 車路士
1905年，路易斯在車路士成立時被聘請為球會祕書。路易斯利用他在英格蘭球壇的人脈令車路士能於同年加入英格兰足球联赛。1906年11月27日，當時車路士的球員兼領隊約翰·迪·羅拔臣突然辭職，路易斯接手球會擔任暫代領隊，並繼續其球會祕書的工作。路易斯帶領球會於當季以第二名完季，成功取得乙組聯賽的升班資格，路易斯亦功成身退。球會於1907年6月聘請大衛·卡達赫特作為球隊新任領隊。

## 個人生活
路易斯也是一名教師。他於1916年5月因癌症逝世，終年55歲。

## 榮譽

### 球會
賓福特
- ： 1900–01（英语：1900–01 Southern Football League#Division Two）[2]